# Tremetousiá

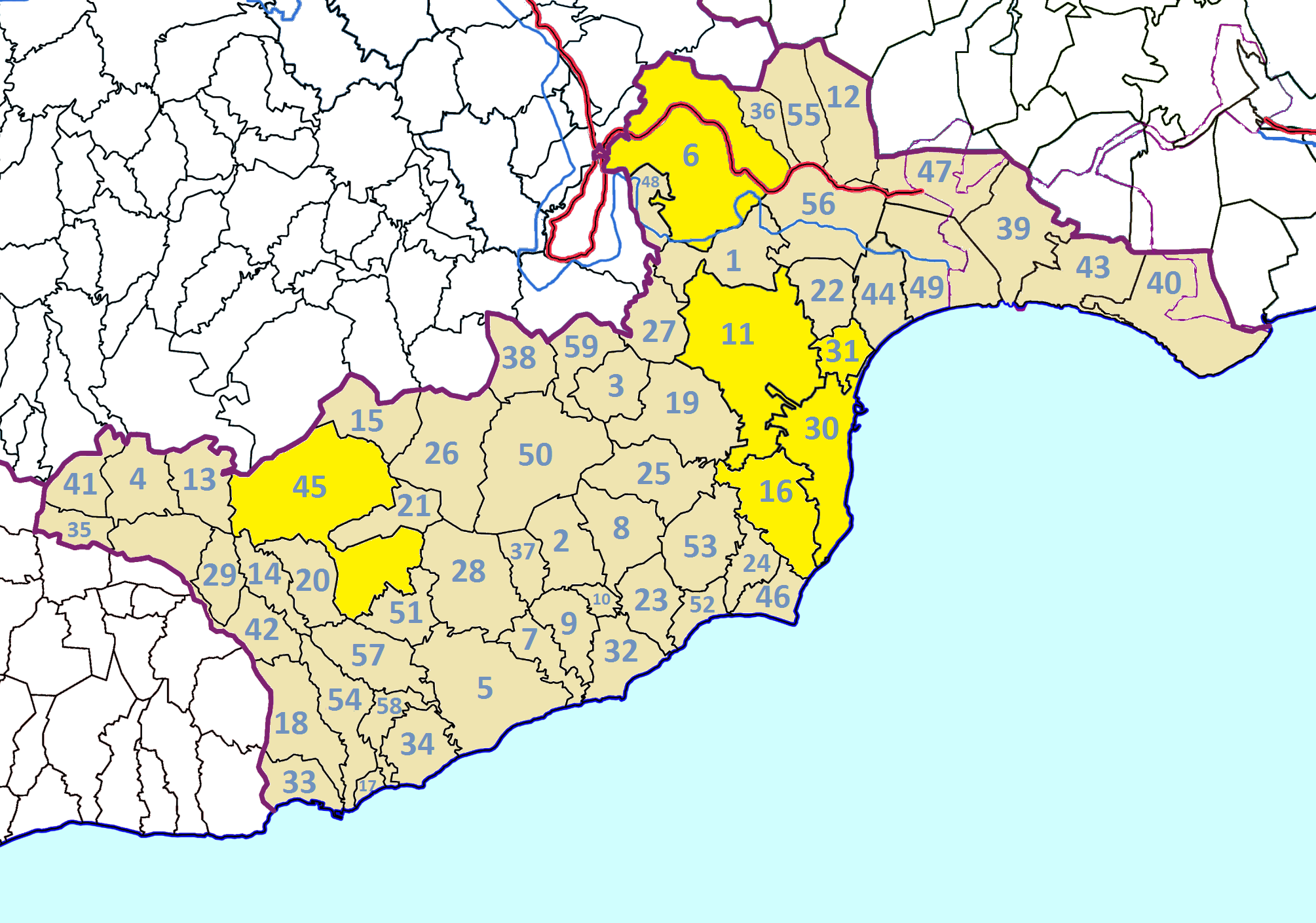
Le village Tremetousiá est le numéro 55 sur la carte du district

Tremetousiá (en grec moderne : Τρεμετουσιά, local [tremetuˈʃa] ; turc : Tremeşe ou Erdemli, dans la tradition de l'orthodoxie roumaine Trimitunda), connue dans l’Antiquité sous le nom de Trimythonte (grec ancien : Τριμυθούς), est un village dans le district de Larnaca en Chypre, situé 7 km à l'est de Athiénou. C'est le seul des quatre villages du district sous le contrôle de facto  du Chypre du Nord, les trois autres étant Arsos, Melouseia et Pergame.
Le plus célèbre des évêques de Tremithus est saint Spyridon,, dont le culte est très répandu dans l'Église orthodoxe. D'autres, vénérés comme des saints, Arcadius et Saint Nestor. Saint Spyridon lui-même a participé au premier synode de Nicée (325), Theopompus dans le premier concile de Constantinople en 381, Théodore, l'auteur d'une biographie de saint Jean Chrysostome, dans le troisième concile de Constantinople, en 681, saint Georges, dans le deuxième concile de Nicée en 787. Un autre Spyridon est mentionné en 1081.